# Tonatiú
Tonatiú är en ort i Mexiko.   Den ligger i kommunen Querétaro och delstaten Querétaro Arteaga, i den centrala delen av landet, 190 km nordväst om huvudstaden Mexico City. Tonatiú ligger 1 805 meter över havet och antalet invånare är 685.
Terrängen runt Tonatiú är platt åt sydväst, men åt nordost är den kuperad. Runt Tonatiú är det tätbefolkat, med 849 invånare per kvadratkilometer. Närmaste större samhälle är Santiago de Querétaro, 7,0 km öster om Tonatiú. Omgivningarna runt Tonatiú är en mosaik av jordbruksmark och naturlig växtlighet.